# IBMX
L'IBMX (3-isobutyl-1-méthylxanthine), comme les autres dérivés méthylés de la xanthine, est à la fois :
- Un inhibiteur compétitif non sélectif de la phosphodiestérase[3] qui augmente l'AMPc intracellulaire, active la PKA, inhibe la synthèse du TNF-α[4],[5] et des leucotriènes[6] et réduit l'inflammation et l'immunité innée[6] ;
- Un antagoniste non sélectif des récepteurs de l'adénosine[7].

En tant qu'inhibiteur de la phosphodiestérase, l'IBMX a une CI50 entre 2 et 50 μM et n'inhibe pas PDE8 ou PDE9.